# Distrito de Inn

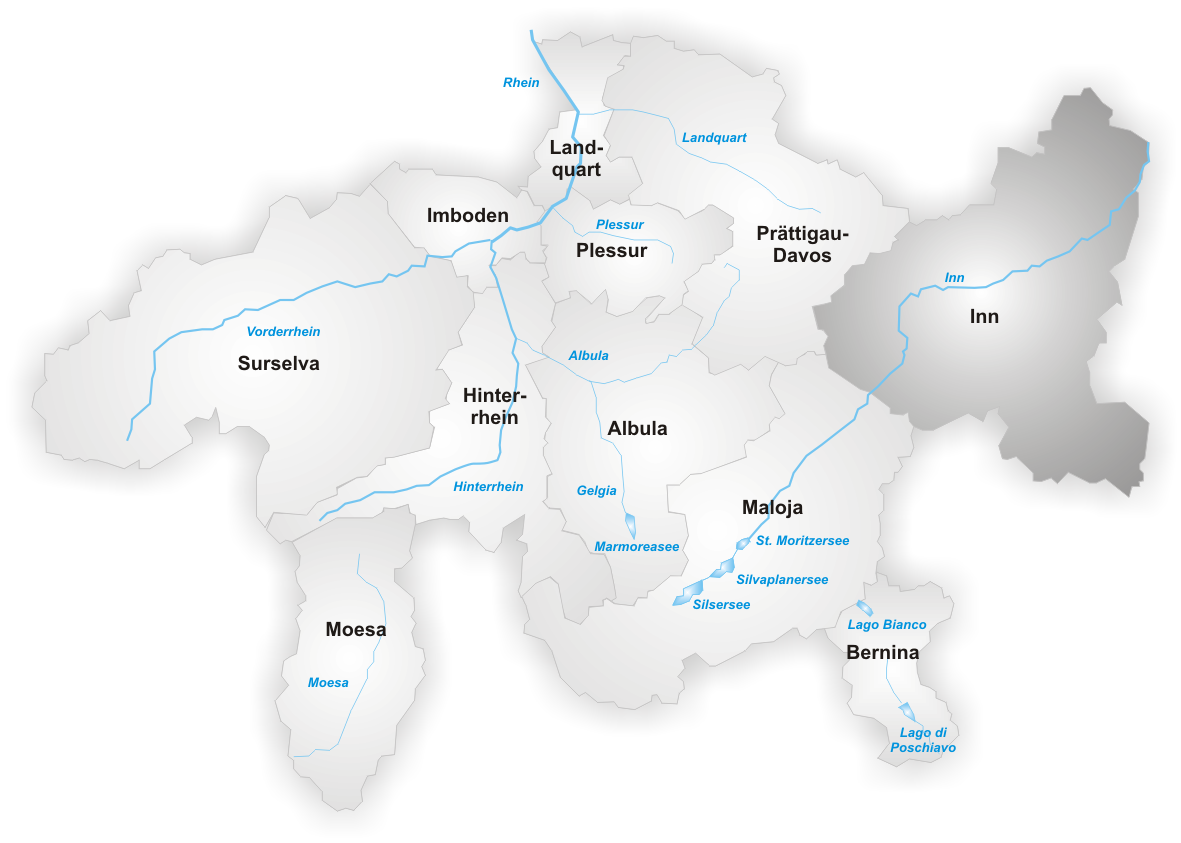
O antigo distrito de Inn

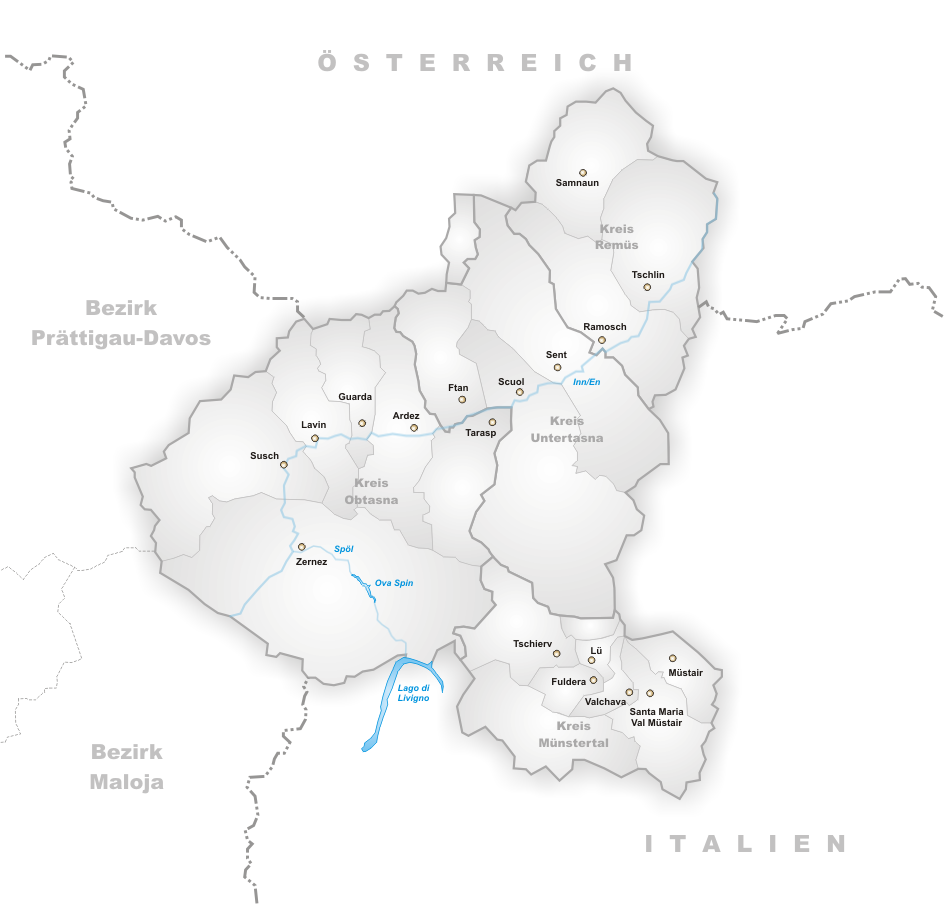
As comunas do antigo distrito

O distrito de Inn foi um dos 11 distritos do cantão de Grisões na Suíça. Tinha uma área de 1.196,77 km² e uma população de 9.670 habitantes (em dezembro de 2010).
Foi substituído pela Região de Engiadina Bassa/Val Müstair em 1 de janeiro de 2016, como parte de uma reorganização territorial do Cantão.

## Antiga composição
Estava formado por 13 comunas dividas em quatro círculos comunais (Kreis):

### Círculo comunal de Ramosch
- Ramosch
- Tschlin
- Samnaun

### Círculo comunal de Suot Tasna
- Ftan
- Scuol
- Sent

### Círculo comunal de Sur Tasna
- Ardez
- Guarda
- Lavin
- Susch
- Tarasp
- Zernez

### Círculo comunal de Val Müstair
- Val Müstair

## Línguas
Junto com Surselva, a principal língua do distrito é o romanche.
| Línguas do distrito de Inn, GR |            |             |
| Línguas                        | Censo 2000 | Censo 2000  |
| Línguas                        | Número     | Porcentagem |
| Alemão                         | 3,177      | 35.7 %      |
| Romanche                       | 5,144      | 57.9 %      |
| Italiano                       | 194        | 2.2 %       |
| TOTAL                          | 8,888      | 100 %       |